# Мороз по коже (фильм, 2007)
«Мороз по коже» — российский триллер 2007 года. Премьера состоялась 18 октября 2007 года. Продюсер — Андрей Кончаловский.

## Сюжет
Американского компьютерного хакера Рэя Персо (Норман Ридус) привозят в Россию. Его заказчик — сидящий в тюрьме русский олигарх. Он приказывает ему выследить и украсть деньги, которые спрятаны в «Международной системе банковских переводов». Неожиданно для себя Рэй влюбляется в девушку по имени Майя (Ксения Буравская). Успешно осуществив взлом, Рэй понимает, что стал пешкой в чужой игре и теперь только от него зависит жизнь близких и преданных ему людей.

## В ролях
| Актёр                | Роль                          |
| -------------------- | ----------------------------- |
| Норман Ридус         | Рэй Персо                     |
| Ксения Буравская     | Майя                          |
| Слава Шут            | Николай «Дельфин»             |
| Константин Юшкевич   | Вася                          |
| Александр Леньков    | Митя                          |
| Юрий Думчев          | Карп                          |
| Валерий Марьянов     | Угорь                         |
| Александр Яковлев    | генерал Иван Минчиков         |
| Владимир Кулешов     | Виктор Дубинский              |
| Никита Емшанов       | бандит Рыба, Ершов            |
| Максим Золотухин     | мальчик Дима                  |
| Галина Дёмина        | бабушка Васи                  |
| Александр Комиссаров | Профессор, пациент в больнице |
| Валерий Долженков    | дядя Ваня                     |
| Дмитрий Ермилов      | парень в красной кепке        |
| Анна Носатова        | девушка в сауне               |
| Владимир Карпович    | ?                             |

## Критика
Фильм получил положительные отзывы кинокритиков.